# Movistar Team (kobiecy)
Movistar Team (Kod UCI: MOV) – hiszpańska profesjonalna kobieca grupa kolarska powstała w 2018. Drużyna sponsorowana przez hiszpańską firmę telekomunikacyjną Movistar.

## Obecny skład (2024)
| Skład drużyny 2024                    | Skład drużyny 2024   | Skład drużyny 2024 | Skład drużyny 2024                        |
| Imię i nazwisko                       | Data urodzenia       | Państwo            | Poprzednia grupa                          |
| ------------------------------------- | -------------------- | ------------------ | ----------------------------------------- |
| Olivia Baril                          | 10 października 1997 | Kanada             | UAE Team ADQ (2023)                       |
| Aude Biannic                          | 27 marca 1991        | Francja            | FDJ-Nouvelle Aquitaine-Futuroscope (2017) |
| Jelena Erić                           | 15 stycznia 1996     | Serbia             | Alé Cipollini (2019)                      |
| Sheyla Gutiérrez                      | 1 stycznia 1994      | Hiszpania          | Cylance (2018)                            |
| Liane Lippert                         | 13 stycznia 1998     | Niemcy             | Team DSM (2022)                           |
| Floortje Mackaij                      | 18 października 1995 | Holandia           | Team DSM (2022)                           |
| Sara Martín Martín                    | 22 marca 1999        | Hiszpania          | Sopela Women's Team (2020)                |
| Mareille Meijering                    | 11 marca 1995        | Holandia           | Zaaf Cycling Team (2023)                  |
| Emma Norsgaard                        | 26 lipca 1999        | Dania              | Équipe Paule Ka (2020)                    |
| Paula Patiño                          | 29 marca 1997        | Kolumbia           | World Cycling Centre (2018)               |
| Lucia Ruiz Pérez                      | 18 czerwca 2004      | Hiszpania          | Eneicat-CMTeam-Seguros Deportivos (2023)  |
| Arlenis Sierra                        | 7 grudnia 1992       | Kuba               | A.R. Monex Women's (2021)                 |
| Claire Steels                         | 9 listopada 1986     | Wielka Brytania    | Israel-Premier Tech Roland (2023)         |
| Cat Ferguson (1 sie–31 gru, stażysta) | 27 kwietnia 2006     | Wielka Brytania    | Shibden Hope Tech Apex (2024)             |
| Laura Ruiz Pérez                      | 18 czerwca 2004      | Hiszpania          | Eneicat-CMTeam-Seguros Deportivos (2023)  |
|                                       |                      |                    |                                           |
| Źródło: ProCyclingStats               |                      |                    |                                           |